# Dědičky
Dědičky (německy Dietitschek) jsou malá vesnice, část obce Nemyšl v okrese Tábor v Jihočeském kraji. Nachází se asi 1,5 kilometru jihovýchodně od Nemyšle. Je zde evidováno 6 adres. V roce 2011 zde trvale žilo deset obyvatel.
Dědičky leží v katastrálním území Nemyšl o výměře 5,77 km².

## Historie
První písemná zmínka o vesnici pochází z roku 1398.

## Obyvatelstvo
| Rok            | 1869 | 1880 | 1890 | 1900 | 1910 | 1921 | 1930 | 1950 | 1961 | 1970 | 1980 | 1991 | 2001 | 2011 | 2021 |
| -------------- | ---- | ---- | ---- | ---- | ---- | ---- | ---- | ---- | ---- | ---- | ---- | ---- | ---- | ---- | ---- |
| Počet obyvatel | 46   | 45   | 34   | 37   | 34   | 27   | 25   | 22   | 18   | 11   | 6    | 5    | 6    | 10   | 4    |
| Počet domů     | 6    | 6    | 6    | 6    | 6    | 6    | 6    | 6    | 6    | 5    | 1    | 5    | 6    | 5    | 6    |

## Obecní správa
Při sčítání lidu v letech 1850–1899 Dědičky byly osadou obce Hoštice v okrese Tábor. V letech 1900–1980 byly částí obce Nemyšl, se kterým patřily nejprve do okresu Tábor, ale v roce 1950 v okrese Votice a od roku 1960 opět v okrese Tábor. Od 1. ledna 1981 do 23. listopadu 1990 byly částí obce Chotoviny v okrese Tábor. Od 24. listopadu 1990 jsou opět částí obce Nemyšl v okrese Tábor.

## Galerie

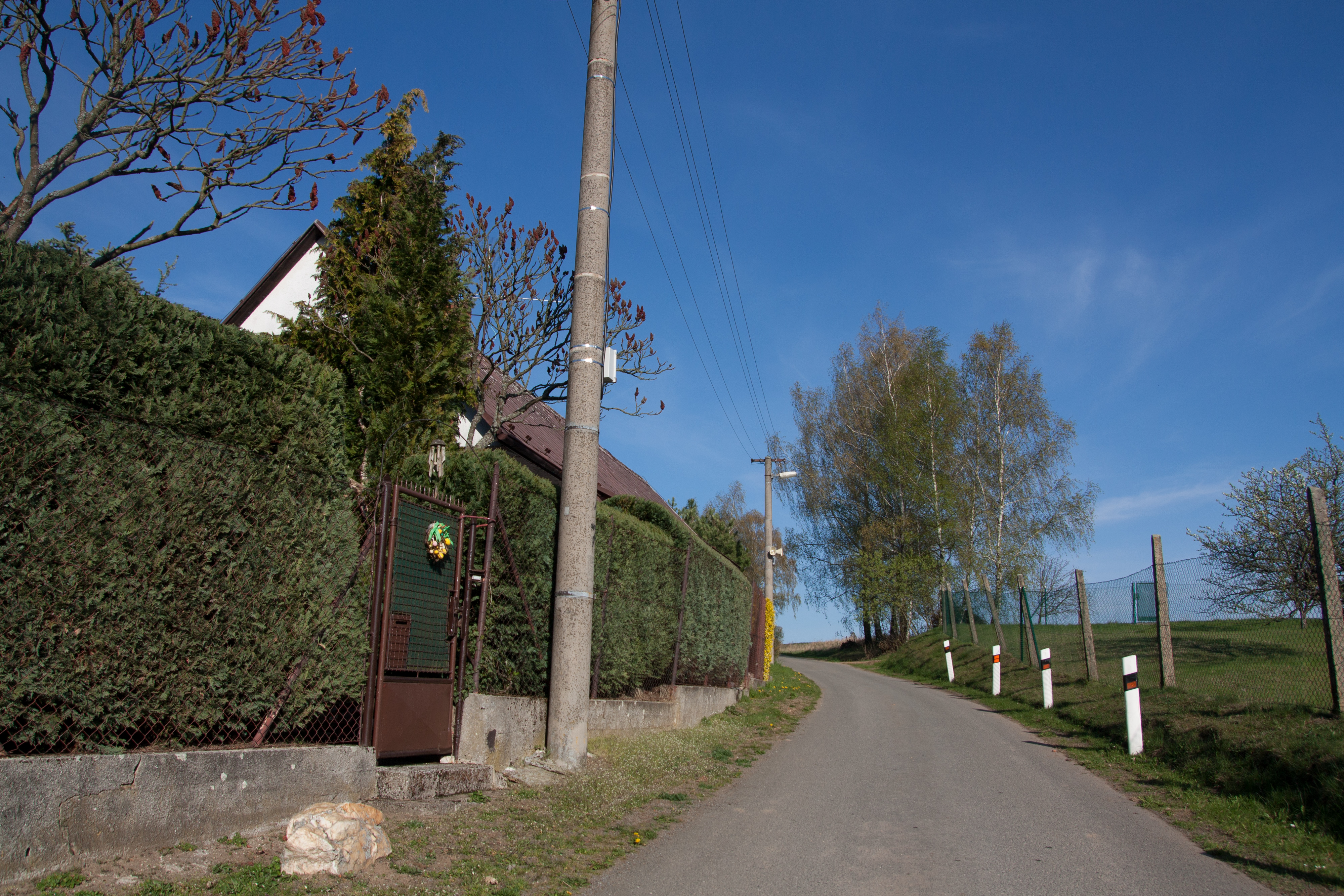
Ulice
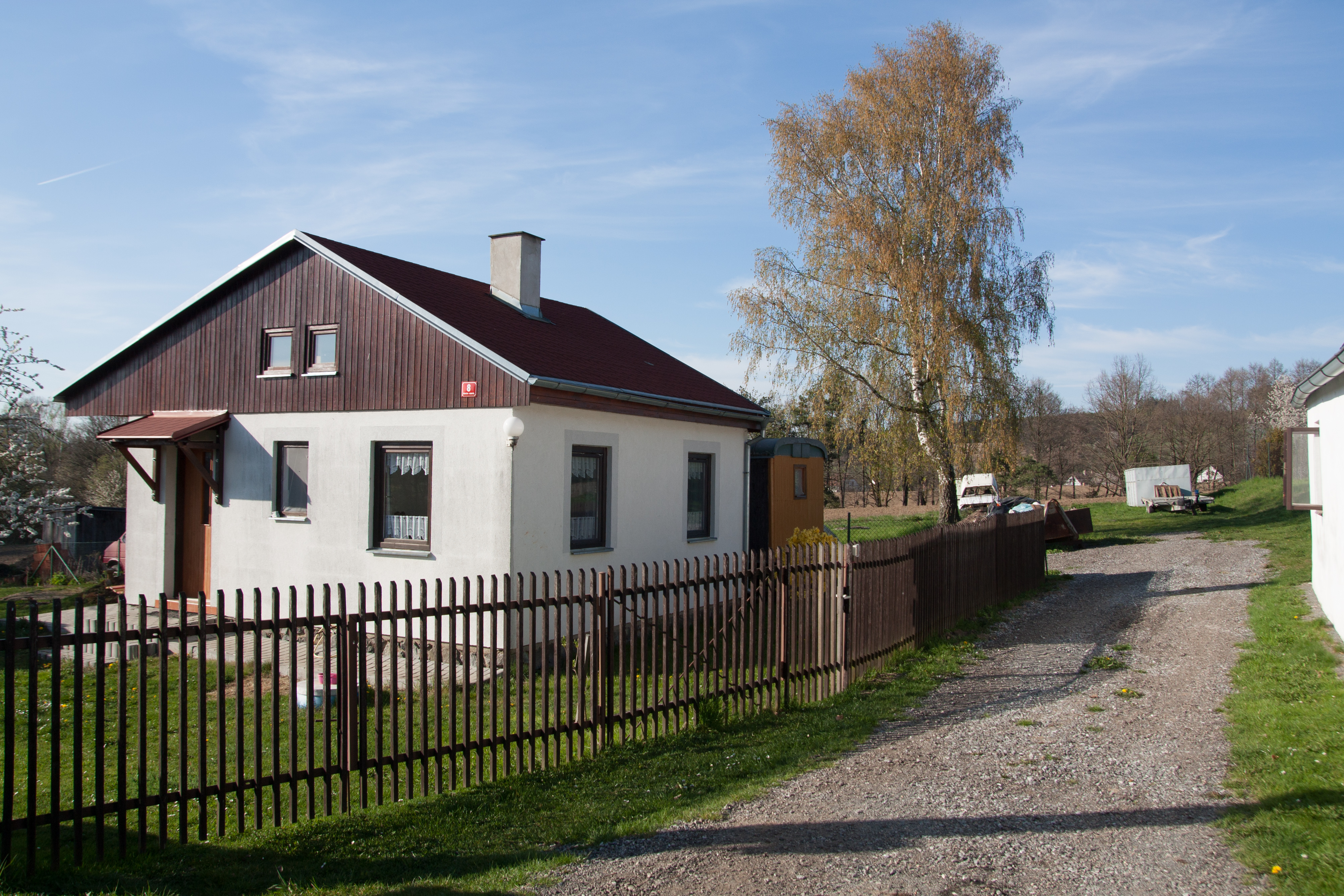
Chata